# Curling na Zimowych Igrzyskach Olimpijskich 1924
Turniej curlingowy na Zimowych Igrzyskach Olimpijskich 1924 odbył się między 28 a 31 stycznia 1924. Rywalizowały ze sobą cztery zespoły reprezentujące trzy kraje, pomimo zgłoszenia nie uczestniczyła ekipa Szwajcarii.
Do lutego 2006 curling na Zimowych Igrzyskach Olimpijskich 1924 uważano jedynie za dyscyplinę pokazową. 8 lutego 2006 Międzynarodowy Komitet Olimpijski obradujący w Turynie przed ZIO 2006 uznał curling jako pełnoprawną dyscyplinę olimpijską w 1924. Tym samym uczestnikom pośmiertnie przyznano medale.
Turniej rozegrano systemem kołowym, najlepsza drużyna zdobyła automatycznie złote medale. Udział brały dwa szwedzkie zespoły, które grały niezależnie, jeden rozegrał mecz z Wielką Brytanią drugi z Francją. Druga reprezentacja Szwedów wygrała dodatkowo mecz z Francją o 2. miejsce. Srebrne medale przyznano jednak dwóm ekipom z tego kraju. Niektóre źródła podają, że dodatkowo w tym meczu po stronie Szwecji grał także Delaval Astley, który wcześniej wywalczył złoto i otrzymał tym samym dwa medale. Jednakże Astley był tylko rezerwowym w drużynie brytyjskiej i nie wystąpił w żadnym meczu.
Wszystkie mecze składały się z 18 endów.

## Reprezentacje
| Kraj            | Reprezentacja |
| --------------- | --- |
| Francja         | Fernand Cournollet, Pierre Canivet, Armand Isaac-Bénédic, Georges André, Henri Aldebert, Robert Planque                                |
| Szwecja I       | Johan Petter Åhlén, Carl Axel Pettersson, Karl Wahlberg, Carl August Kronlund                                                          |
| Szwecja II      | Carl Wilhelm Petersén, Ture Ödlund, Victor Wetterström, Erik Severin                                                                   |
| Wielka Brytania | William Jackson, Robin Welsh, Thomas Murray, Laurence Jackson, John T. S. Robertson-Aikman, John McLeod, William Brown, Delaval Astley |

## Rozgrywki grupowe każdy z każdym
| # | Kraj            | Pkt. |
| - | --------------- | ---- |
| 1 | Wielka Brytania | 10   |
| 2 | Szwecja II      | 5    |
| 3 | Francja         | 0    |
| 4 | Szwecja I       | 0    |

Rozegrane mecze
| 28 stycznia 192410:00 | Francja | 10:19 | Szwecja II | Sędzia: M. Aikman |
| 28 stycznia 192410:00 |         | 10:19 |            | Sędzia: M. Aikman |

| 29 stycznia 192410:00 | Wielka Brytania | 38:7 | Szwecja I | Sędzia: F. Cournollet |
| 29 stycznia 192410:00 |                 | 38:7 |           | Sędzia: F. Cournollet |

| 30 stycznia 192410:00 | Francja | 4:46 | Wielka Brytania | Sędzia: M. Severin |
| 30 stycznia 192410:00 |         | 4:46 |                 | Sędzia: M. Severin |

## Mecz o srebrny medal
| 31 stycznia 1924 | Szwecja II | 18:10 | Francja |  |
| 31 stycznia 1924 |            | 18:10 |         |  |

## Klasyfikacja końcowa
| # | Kraj                   |
| - | ---------------------- |
| 1 | Wielka Brytania        |
| 2 | Szwecja I · Szwecja II |
| 3 | Francja                |